# Небылицы про Ивана
«Небылицы про Ивана» (укр. Небилиці про Івана) — советская цветная кинокомедия, снятая в 1989 году режиссёром Борисом Ивченко на Киностудии имени А. Довженко.
Из-за цензуры фильм вышел на экраны в феврале 1991 года.

## Сюжет
Фильм-притча. Действие происходит на Прикарпатье в годы Первой мировой войны. В центре сюжета — перипетии жизненного пути путешественника, авантюриста, путешествующего актёра и философа Ивана Калиты, вечного и неунывающего борца за справедливость. Его оружие — Великий Смех, который таит в себе мудрую лукавинку, язвительную остроту, скабрёзную шутку и философскую притчу.
Иван Калита — прикарпатский Ходжа Насреддин. Он — и неподкупная совесть народа, и его лукавый герой, весело выпутывающийся из сложных ситуаций.

## В ролях
- Иван Гаврилюк — Иван Калита
- Константин Степанков — обедневший граф
- Борислав Брондуков
- Стефания Станюта — старуха
- Фёдор Стригун
- Лесь Сердюк
- Юрий Фокин
- Анатолий Барчук — капрал
- Таисия Литвиненко
- Дмитрий Наливайчук
- Нина Ильина — попадья
- Владимир Антонов — священник
- Осип Найдук
- Людмила Лобза — гуцулка

## Съёмочная группа
- Режиссёр: Борис Ивченко
- Сценарист: Иван Миколайчук
- Операторы: Владимир Билощук, Юрий Гармаш
- Художник: Анатолий Добролежа
- Звукорежиссер: Георгий Салов
- Ассистенты режиссёра: Н. Осипенко, В. Поддубный
- Ассистент оператора: А. Козило
- Ассистент звукооператора: М. Плодовская
- Художник по костюмам: А. Сапанович
- Художник-декоратор: В. Суботовский
- Грим: А. Бржестовская, О. Панченко
- Пиротехника: И. Шкидченко, И. Лукашенко
- Директор кинокартины: Александр Шепельский